# Klaus Beer (Leichtathlet)
Klaus Beer (* 14. November 1942 in Liegnitz, Regierungsbezirk Liegnitz, Provinz Niederschlesien, Freistaat Preußen, Deutsches Reich; † 8. Juni 2023) war ein deutscher Sportler. Er war in den 1960er-Jahren ein erfolgreicher Leichtathlet des Sportclubs SC Dynamo Berlin.

## Leben
Beer, gelernter Lokomotivschlosser, begann in Bad Blankenburg als Handballspieler und wurde für die Leichtathletik gewonnen. Er trainierte zunächst bei Dynamo Rudolstadt und übersprang als erster Jugendlicher der DDR im Hochsprung die 2,00 m. Im Herbst 1960 wurde er zum SC Dynamo Berlin delegiert, wo er sich auf den Weitsprung konzentrierte. In den Jahren 1961, 1962, 1964 sowie 1967 bis 1970 wurde er DDR-Meister im Weitsprung, ferner im Jahr 1966 Vizemeister (1972 dritter Platz). Zudem wurde er mehrfach Champion bei den ostdeutschen Hallenmeisterschaften (1965, 1968–1970) und zweimal Zweiter (1971, 1972). Er gewann sowohl beim Europapokal 1970 in Stockholm als auch bei den Halleneuropameisterschaften 1970 in Wien jeweils Silber.
Der Höhepunkt in seiner Laufbahn war der Gewinn der Silbermedaille im Weitsprung bei den Olympischen Spielen 1968 in Mexiko-Stadt. Er wurde mit einer Weite von 8,19 m Zweiter hinter Bob Beamon, der bei diesem Wettkampf mit 8,90 m Weltrekord sprang.
Bei einer Größe von 1,75 m hatte er ein Wettkampfgewicht von 78 kg. Nach seiner aktiven sportlichen Karriere arbeitete er als Trainer beim SC Dynamo Berlin und trainierte auch seine Kinder Ron und Peggy, die ebenfalls erfolgreiche Leichtathleten waren. Im Jahr 1990 erhielt er eine Anstellung als Trainer beim Deutschen Leichtathletik-Verband und trainierte später beim LAC Halensee Berlin den Weitspringer Kofi Amoah Prah.

## Auszeichnungen (Auswahl)
- 1968: Vaterländischer Verdienstorden in Bronze